# Mark James Elgar Coode
Mark James Elgar Coode (1937) è un botanico britannico, autore tassonomico e autorità nel campo delle Elaeocarpaceae..

## Biografia
Laureatosi nel 1961 all'Università di Cambridge, si trasferì all'Università di Edimburgo, iniziando a lavorare come assistente di Peter Hadland Davis al progetto Flora of Turkey, sovvenzionato dal Science Research Council e con sede presso il Giardino botanico reale di Edimburgo; in questi anni, insieme a James Cullen, che lavorava al medesimo progetto, fu autore tassonomico di alcune piante (per esempio Abies nordmanniana equi-trojani). Nel 1966 fu nominato Senior Botanist presso la Divisione  Botanica del Dipartimento Forestale di Lae, in Nuova Guinea, ruolo che gli permise di collezionare e studiare parecchie specie vegetali dell'isola e della Nuova Irlanda, scrivendo un manuale forestale sulle Combretaceae e lavorando al Terminalia melanesiano. Nel 1975 fu nominato Direttore scientifico principale dell'herbarium presso i Giardini Botanici Reali a Londra, ruolo che mantenne fino al 1998, diventando anche direttore del Kew bulletin dal 1977 al 1990. Ora vive vicino a Monmouth, al confine con il Galles.
Oltre alla Papua Nuova Guinea partecipò a spedizioni scientifiche botaniche nel Congo (1959) e in Turchia (1962, 1965).

## Opere principali
- 1972. Notes on the Flora of Two Papuan Mountains. Papua and New Guinea Scientific Soc. Proc. 23. Con Peter Francis Stevens. 8 pp.
- 1996. A checklist of the flowering plants & gymnosperms of Brunci Darassalam. Ed. il. de Ministry of Industry & Primary Res. 477 pp.
- 1965. Flora of Turquey and the East Aegean Islands... Con J. Cullen, Peter Hadland Davis. Ed. Univ. Press, 567 pp.